# Meslay-le-Vidame
Meslay-le-Vidame är en kommun i departementet Eure-et-Loir i regionen Centre-Val de Loire strax norr om centrala Frankrike. Kommunen ligger i kantonen Bonneval som tillhör arrondissementet Châteaudun. År 2022 hade Meslay-le-Vidame 516 invånare.

## Befolkningsutveckling
Antalet invånare i kommunen Meslay-le-Vidame
Referens:INSEE